# Historia chemii
Historia chemii – dział historii nauki wyróżniony na podstawie badanej dziedziny jaką jest chemia. Opisuje przebieg powstawanie teorii i odkryć chemicznych.

## Historia chemii w skrócie

### Odrzucenie „magicznego” podejścia alchemicznego

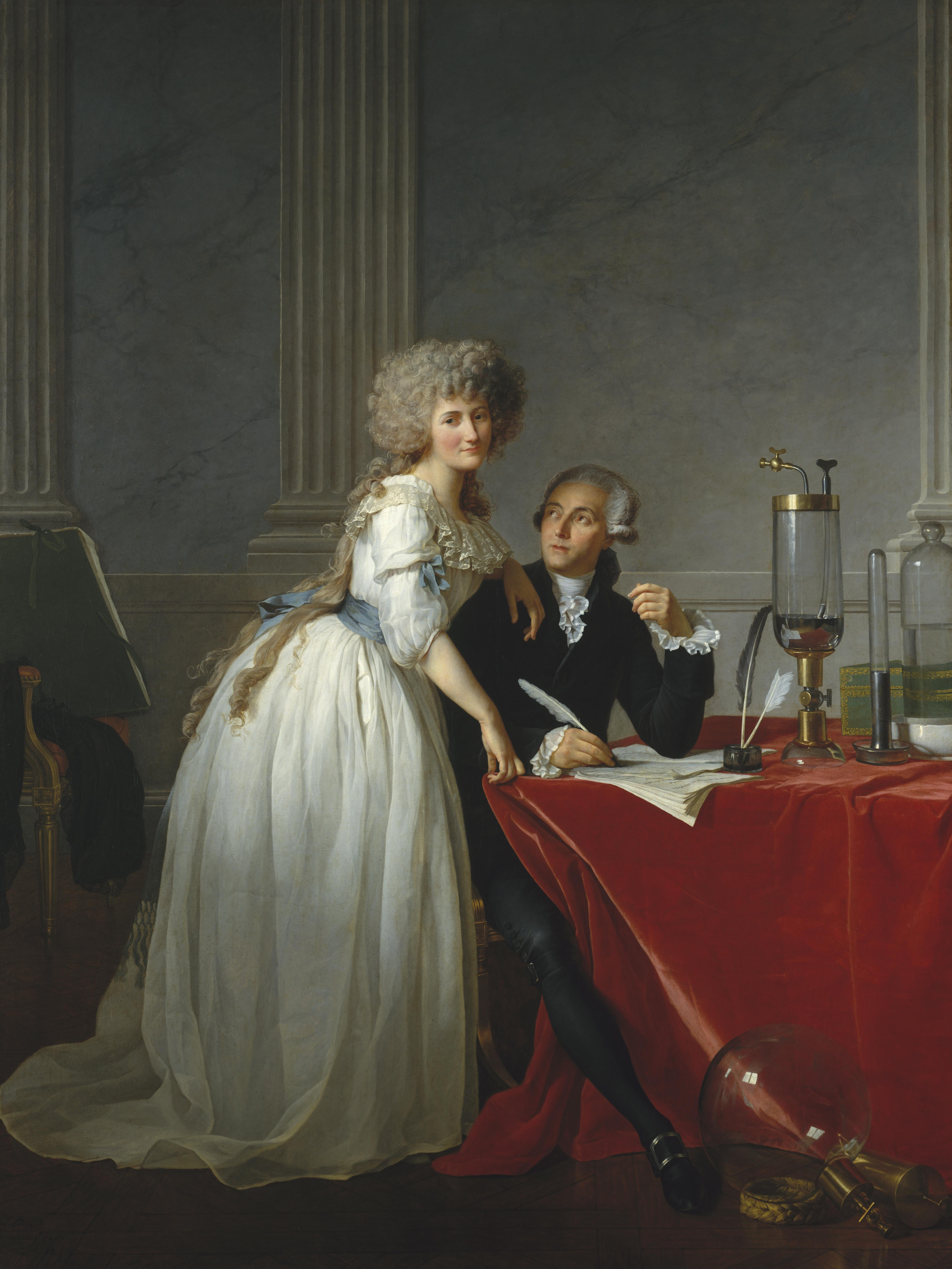
Portret państwa Lavoisier (Jacques-Louis David, 1788)

Często przyjmuje się, że historia chemii zaczęła się w dniu kiedy Robert Boyle w swojej książce The Skeptical Chymist (1661) wyraźnie rozgraniczył chemię jako naukę od przednaukowych badań alchemicznych. Trzeba jednak zaznaczyć, że od tego czasu bardzo długo jeszcze w chemii występowała niczym nieuzasadniona wiara w sztuczne byty „filozoficzne”, takie jak flogiston czy siła życiowa.
Często za początki współczesnej chemii uważa się ostateczne odrzucenie teorii flogistonu przez Antoine’a Lavoisiera, w wyniku odkrycia przez niego tlenowej teorii kwasów oraz zaproponowania prawa zachowania masy w 1785 r. (zostało ono odkryte wcześniej, niezależnie przez Johanna Helmonta w XVII w. i Michaiła Łomonosowa w roku 1760, jednak dopiero dzięki Lavoisierowi stało się szeroko znane).
Ostatni z „bytów filozoficznych”, pokutujący jeszcze od czasów alchemicznych - siła witalna, został odrzucony na skutek dość przypadkowego otrzymania mocznika z nieorganicznych substratów przez Friedricha Wöhlera w 1828 r. Pierwszą syntezę mocznika uważa się obecnie za początek współczesnej chemii organicznej. Wcześniej sądzono, że otrzymanie jakichkolwiek związków organicznych na drodze syntezy z nieorganicznych substratów jest niemożliwe, gdyż do ich otrzymania była rzekomo niezbędna tajemnicza siła witalna, którą zawierać miały w sobie wszystkie żywe organizmy, i której miała być pozbawiona materia nieożywiona.

### Teoria atomistyczna a teoria ciągłości materii
Drugim krokiem milowym w powstaniu współczesnej chemii było przyjęcie teorii atomistycznej, zaproponowanej w znanej dzisiaj formie przez Johna Daltona na początku XIX w. Teoria ta jednak nie została przyjęta od razu. Niemal przez cały XIX w. środowisko chemików było podzielone na jej zwolenników i przeciwników. Do najbardziej znanych przeciwników teorii atomistycznej zaliczali się: Wilhelm Ostwald i Ernst Mach, którzy rozwijali teorię ciągłej struktury materii i bardzo energicznie zwalczali „nienaukową wiarę w istnienie atomów”. Teoria ciągłości materii była paradygmatem chemii prawie do początków XX w., mimo że wiele badań (prowadzonych m.in. przez Amadeo Avogadro i Ludwiga Boltzmanna) dowodziło, że jednak atomy istnieją. Twierdza paradygmatu ciągłości struktury materii została ostatecznie obalona dopiero przez eksperymenty Jean Perrina, dowodzące bez żadnych wątpliwości atomowego wyjaśnienia natury ruchów Browna, dokonanego przez Alberta Einsteina.

### Układ okresowy i pełny rozwój teorii atomistycznej
Kolejnym, kluczowym punktem w rozwoju chemii była też koncepcja układu okresowego pierwiastków zaproponowana równolegle przez Dmitrija Mendelejewa i Lothara Meyera w roku 1870. Układ ten umożliwił Mendelejewowi przewidywać własności jeszcze nie odkrytych dotąd pierwiastków chemicznych takich jak german (nazwany przez Mendelejewa ekakrzemem), gal i skand, które następnie jeszcze za jego życia odkrywano, potwierdzając słuszność jego wniosków.
W pierwszej połowie XX w. paradygmatem chemii „zatrzęsło” odkrycie subtelnej struktury budowy atomu - w szczególności odkrycie istnienia jądra atomu przez Ernesta Rutherforda w 1911 r. oraz odkrycie zależności między liczbą atomową a strukturą powłok elektronowych przez Henry’ego Moseleya w 1913 r., które to dokonania ostatecznie wyjaśniły dlaczego własności chemiczne pierwiastków zależą od miejsca zajmowanego w układzie okresowym. Częściowo na bazie tych dokonań, a także zastosowania teorii kwantów Maxa Plancka, w 1914 r. Niels Bohr zaproponował pierwszy model orbitalnej struktury atomu wodoru.
Kolejnym wstrząsem, który nastąpił niemal zaraz, bo w latach 30. XX w., było zaadaptowanie dokonań mechaniki kwantowej do zrozumienia natury własności chemicznych pierwiastków i ich zdolności do tworzenia wiązań chemicznych. Połączenie zasady nieoznaczoności Wernera Heisenberga (1927) z zakazem Pauliego (1924) oraz równaniem Schrödingera (1927) doprowadziło do powstania kompletnej teorii orbitali atomowych, a później cząsteczkowych, które w dużym stopniu wyjaśniły mechanizm powstawania i naturę wiązań chemicznych.

### Rozwój współczesnych działów chemii
Od końca II wojny światowej rozpoczął się trwający do dzisiaj proces powstawania nowych, interdyscyplinarnych gałęzi chemii, który jest charakterystyczny nie tylko dla samej chemii, ale ogólnie dla wszystkich nauk przyrodniczych. Oprócz takich tradycyjnych działów jak chemia organiczna, chemia nieorganiczna, chemia fizyczna i chemia analityczna, zaczęły powstawać kierunki badań łączące razem dokonania działów tradycyjnych, aby je wykorzystać w ściśle określonych celach. Kierunki te łączą też zwykle dokonania chemii z innymi naukami przyrodniczymi.

#### Biochemia
Być może pierwszym tego rodzaju interdyscyplinarnym kierunkiem badań stała się biochemia.
W 1953 r. Francis Crick, James Watson i Rosalind Franklin odkryli strukturę i ogólną zasadę działania DNA, które to odkrycie otworzyło drogę do współczesnych dokonań biochemii, inżynierii genetycznej i biotechnologii. Obecnie wszystkie dziedziny badań z przedrostkiem bio- należą do najszybciej rozwijającego się obszaru badań chemicznych, gdyż stanowią podstawę przyszłego rozwoju rolnictwa i medycyny.

#### Polimery
Innym tego rodzaju kierunkiem są badania nad otrzymaniem nowych materiałów, w ramach których współpracują chemicy i fizycy ciała stałego. Największą grupę materiałów o niespotykanych w naturze własnościach stanową syntetyczne polimery. Pierwszy tego rodzaju materiał, który znalazł praktyczne zastosowane na większą skalę, był bakelit, otrzymany przez Leo Baekelanda w 1907 r. Chemia polimerów rozwinęła się jednak na dobre dopiero po II wojnie światowej. Odkryciem, które otworzyło drogę do masowego zastosowania tworzyw sztucznych opartych na polimerach, było opracowanie przez Karla Zieglera i Giulio Nattę w 1951 r. (Nagroda Nobla w 1963 r.) katalizatorów Zieglera-Natty, które umożliwiły masową i tanią produkcję polietylenu i polipropylenu z pochodnych ropy naftowej.

#### Katalizatory metaloorganiczne
Bardzo ważnym kierunkiem badań, często niedocenianym, ale bez którego istnienie współczesnego przemysłu chemicznego byłoby nie do pomyślenia, są związki metaloorganiczne i inne organiczne związki kompleksowe, które stanowią pomost między chemią organiczną i nieorganiczną.
Odgrywają one ogromną rolę jako katalizatory wielu reakcji chemicznych prowadzonych na wielką skalę, których produkty stanowią podstawę całego przemysłu chemicznego. Pierwszy katalizator tego typu został na masową skalę zastosowany przez Otto Roelena w 1938 r. w reakcji hydroformylowania, prowadzącej do otrzymania aldehydu octowego z gazu syntezowego i etylenu. Dopiero jednak badania Ernsta Fischera i Geoffreya Wilkinsona (Nagroda Nobla w roku 1973) doprowadziły do pełnego zrozumienia działania tych katalizatorów i otworzyły drogę do projektowania ich struktury do konkretnych celów.

#### Stereochemia i synteza asymetryczna
Kolejnym bardzo ważnym kierunkiem badań jest stereochemia i powiązana z nią synteza asymetryczna. Mimo że początków stereochemii można dopatrywać się już w połowie XIX w. (odkrycie dwóch form enancjomerycznych kwasu winowego przez Pasteura w 1850), to jednak faktyczny rozwój tej dziedziny, umożliwiający przemysłową produkcję czystych enancjomerycznie leków i innych biologicznie aktywnych związków chemicznych, rozpoczął się w latach 60. XX w. Do największych dokonań można tu zaliczyć opracowanie teoretycznych podstaw asymetrycznej katalizy enzymatycznej, za co John Warcup Cornforth i Vladimir Prelog otrzymali Nagrodę Nobla w 1975 r.

#### Chemia supramolekularna i nanotechnologia
Jednym z najnowszych kierunków badań jest chemia supramolekularna, której dokonania przenoszą chemię w nowy wymiar materiałów, nie opartych wyłącznie na własnościach pojedynczych związków chemicznych, lecz na złożonych, samoorganizujących się układach międzycząsteczkowych. Układy te stanowią podstawę nanotechnologii i znajdują zastosowania jako nowe materiały, o precyzyjnie kontrolowanych własnościach fizycznych - od mikromaszyn po sztuczne układy zdolne do samoreprodukowania się na wzór żywych organizmów. Za osoby, które stworzyły ten dział badań uważa się zwykle Donalda J. Crama, Jean-Marie Lehna i Charlesa J. Pedersena (Nagroda Nobla 1987).

### Nowe techniki analityczne i kwantowa chemia teoretyczna

#### Techniki analityczne
Na koniec warto wspomnieć, że większość opisanych powyżej dokonań współczesnej chemii nie byłaby możliwa bez rozwijania nowych technik analitycznych. Badania nad rozwojem nowych technik mają prawie zawsze charakter interdyscyplinarny i angażują zwykle zespoły złożone z fizyków kwantowych, chemików i biologów molekularnych. Do technik, bez których współczesna chemia byłaby nie do pomyślenia, można zaliczyć m.in.:
- wszystkie metody chromatograficzne (m.in. Archer John Porter Martin, Richard Laurence Millington Synge – Nobel 1952),
- rentgenografię strukturalną (Rosalind Franklin i Dorothy Crowfoot Hodgkin – Nobel 1964),
- spektroskopię NMR (Robert Sanderson Mulliken – Nobel 1966 i Richard R. Ernst – Nobel 1991)
- mikroskopię elektronową (Aaron Klug – Nobel 1982).

#### Teoretyczna chemia kwantowa
Bardzo obiecującym kierunkiem badań, mającym znaczące zastosowanie np. w przemyśle farmaceutycznym, jest teoretyczna chemia kwantowa. Zajmuje się ona samymi podstawami chemii i jej celem ostatecznym jest możliwość precyzyjnego przewidywania własności fizycznych, chemicznych i biologicznych związków chemicznych, głównie na podstawie ich struktury elektronowej. Badania na tym polu były bardzo długo traktowane podejrzliwie przez społeczność chemików i wiele z kluczowych osiągnięć nie zostało nigdy docenionych Nagrodą Nobla. Dopiero w 1998, za wieloletnie badania w tej dziedzinie Nagrodą Nobla zostali uhonorowani Walter Kohn i John A. Pople. Jednym z ważniejszych historycznie polskich wkładów w zbliżenie się chemii praktycznej oraz chemii teoretycznej były prace z 1968 roku Kołosa i Wolniewicza dotyczące energii dysocjacji (rozerwania wiązania) cząsteczki wodoru. Ich obliczenia były dokładniejsze niż praktyczne pomiary dokonane przez laureata nagrody Nobla Gerharda Herzberga. Dopiero dwa lata później, w 1970 roku, przyznał on, poprawiając pomiary, że uzyskał pierwotnie błędny wynik i wynik Polaków był właściwy...